# أنجيلو مينيسيس
أنجيلو مينيسيس هو لاعب كرة قدم برتغالي في مركز الدفاع، ولد في 3 يوليو 1993 في فيلا نوا د فاماليساو في البرتغال. لعب مع U.D. Oliveirense ‏.

## وصلات خارجية
- أنجيلو مينيسيس على موقع قاعدة بيانات كرة القدم.إي يو (الإنجليزية)
- أنجيلو مينيسيس على موقع Soccerway.com (الإنجليزية)
- أنجيلو مينيسيس على موقع AS.com (الإسبانية)